# Grande Motte
De Grande Motte is een 3653 meter hoge berg in het Franse departement Savoie. De berg behoort tot de Vanoise, deel van de Grajische Alpen.
Op 250 meter van de top begint het zomerskigebied van Tignes.
De eerste beklimming vond plaats in 1864.
Er bevindt zich een kabelbaan op deze berg.